# Zeheba
Zeheba là một chi bướm đêm thuộc họ Geometridae.